# Badis chittagongis
Badis chittagongis ist ein Blaubarsch der Gattung Badis. Er wurde erst 2002 beschrieben und lebt in Bächen des Distrikt Cox’s Bazar in der Division Chittagong, im äußersten Südosten von Bangladesch.

## Beschreibung
Der Körper von Badis chittagongis ist langgestreckt mit einer Standardlänge von 22,5 bis 35,5 Millimeter und seitlich stark abgeflacht. Der Kopf nimmt etwa drei Zehntel der Standardlänge ein. In Zeichnung und Körperbau gibt es eine große Variabilität, die möglicherweise mit einem Sexualdimorphismus in Verbindung steht. Bei den Exemplaren, deren Geschlecht bestimmt wurde, sind weibliche Tiere kleiner und haben einen relativ höheren Körper. Die Augen beider Geschlechter stehen weit vorne und befinden sich etwa in einer Linie mit der Längsachse des Körpers oder etwas tiefer. Der Unterkiefer steht nur geringfügig vor. Über die Lebendfärbung ist nichts bekannt. Die Typen weisen eine blasse hellbraune bis gelbliche Grundfarbe mit einem auffälligen dunkelbraunen Schulterfleck und zehn schwarzen oder dunkelbraunen Querstreifen auf den Seiten bis zum Schwanzflossenstiel auf. Die Querstreifen werden durch eine dunkle Färbung der Schuppenansätze gebildet, die eine unterschiedliche Intensität haben und einen unregelmäßigen Eindruck vermitteln.
Die seitlichen Schuppen sind ausgeprägte Ctenoidschuppen, während sich auf dem Kopf Cycloidschuppen befinden. In der mittlerem Längsreihe befinden sich 26 bis 27 Schuppen, in der Querreihe 8,5 und rund um den Schwanzflossenstiel 16 bis 19 Schuppen. Rücken- und Afterflosse sind lang ausgezogen mit abgerundeten Spitzen. Sie reichen in der Länge bis etwa einem Viertel oder einem Drittel der Schwanzflosse, dabei sind die Flossen größerer Exemplare relativ länger. Die Schwanzflosse ist abgerundet. Die Brustflossen sind abgerundet, sie reichen über etwa zwei Drittel der Strecke von ihrem Ansatz bis zur Afterflosse. Die Bauchflossen sind verlängert aber nicht spitz zulaufend. Ihre Enden reichen nur bei großen Männchen bis zum After, bleiben aber meist kürzer.
Badis chittagongis ist morphologisch kaum von Badis pallidus zu unterscheiden. Die Individuen haben eine insgesamt dunklere Körperfärbung mit nur geringfügigen Abweichungen in Zeichnung und Schuppenformel. Die Art ähnelt auch dem Blaubarsch (Badis badis), Badis ferrarisi, Badis kanabos, Badis khwae, Badis ruber und Badis siamensis, mit denen sie ihren dunklen Schulterfleck gemeinsam hat. Von Badis khwae, Badis ruber und Badis siamensis unterscheidet sich die Art durch den fehlenden dunklen Fleck im oberen Bereich des Schwanzflossenstiels. Im Vergleich zum Blaubarsch hat Badis chittagongis einen flacheren Körperbau, einen relativ zur Standardlänge größeren Augenabstand, mehr Schuppen in der mittleren Längsreihe und 13 statt 12 Brustflossenstrahlen. Gegenüber Badis kanabos hat sie einen relativ zur Standardlänge geringeren Augenabstand, 20 statt 16 bis 17 Schuppen um den Schwanzflossenstiel, eine größere Zahl von Schuppen in der mittleren Längsreihe und 13 statt 12 Brustflossenstrahlen. Von Badis ferrisi unterscheidet sich Badis chittagongis durch das Fehlen der distalen extrascapularen Knochen.

## Verbreitung
Badis chittagongis ist bisher nur in Bächen des Festlands der Division Chittagong nachgewiesen worden, die im Distrikt Cox’s Bazar südlich des Teknaf Game Reserve direkt in den Golf von Bengalen münden oder sich auf der Insel Maheshkhali befinden. Der Typenfundort ist ein kleiner Fluss in der Stadt Lama im Einzugsgebiet des Matamuhuri. Er liegt im Distrikt Bandarban, der sich im Süden der Chittagong Hill Tracts im südöstlichen Bangladesch befindet. Die IUCN gab die Fläche des Verbreitungsgebiets 2015 mit etwa 4.100 Quadratkilometer an, die tatsächlich besiedelte Fläche mit etwa 18 Quadratkilometer. Diese Angaben schlossen aber noch das Verbreitungsgebiet der erst 2019 auf der Basis molekulargenetischer Untersuchungen beschriebenen Art Badis pallidus ein, deren Verbreitung auf das Einzugsgebiet des Karnaphuli beschränkt ist. Nähere Beschreibungen der Fundorte liegen nicht vor. Die fehlenden Nachweise aus dem Westen Myanmars können auf die lückenhafte Erforschung der Gewässer dieser Region zurückgeführt werden.

## Gefährdung und Schutz
Das kleine bekannte Verbreitungsgebiet würde die Einstufung von Badis chittagongis in eine der Gefährdungskategorien der IUCN rechtfertigen. Mit Blick auf die noch fehlenden Informationen über mögliche weitere Fundorte und über die Häufigkeit der Art an den bekannt gewordenen Fundorten wurde jedoch im Jahr 2015 für die Rote Liste gefährdeter Arten Bangladeschs auf eine Einstufung verzichtet und auf die ungenügende Datengrundlage verwiesen (Kategorie DD – Data Deficient).

## Systematik und Taxonomie
Badis chittagongis ist eine von etwa 25 Arten der Gattung Badis Bleeker, 1854, die fast alle erst im 21. Jahrhundert beschrieben wurden. Die Erstbeschreibungen von zehn dieser Arten, darunter Badis chittagongis, wurden 2002 von dem schwedischen Ichthyologen Sven O. Kullander vom Naturhistoriska riksmuseet in Stockholm und Ralf Britz vom National Museum of Natural History in Washington, D.C. im Rahmen ihrer Revision der Gattung Badis veröffentlicht. Kullander und Britz stellten Badis chittagongis aufgrund morphologischer Merkmale und wegen ihrer aneinander angrenzenden Verbreitungsgebiete zusammen mit dem Blaubarsch, Badis ferrarisi und Badis kanabos in die Badis badis-Gruppe.
Der Holotyp ist ein im Juni 1996 gefangenes adultes männliches Exemplar. Er befindet sich mit 31 Paratypen von anderen Fundorten in der Division Chittagong in der Sammlung der California Academy of Sciences (CAS) in San Francisco. Das Artepitheton chittagongis ist von der Lage des Typenfundorts in den Chittagong Hills und damit indirekt vom Namen der Stadt Chittagong abgeleitet.